# منير بعتور
منير بعتور ( من مواليد 1970) هو سياسي تونسي ومحامي ناشط في مجال حقوق المثليين، وهو زعيم الحزب الليبرالي التونسي ، وكان أول مثلي الجنس بشكل علني مرشح للرئاسة في العالم العربي.

## نشاطه والحملة الرئاسية
ألقي القبض على منير في 2013 وسجن لمدة 3 أشهر بتهمة المثلية الجنسية، وكان يرفضها دائما. في عام 2015 شارك منير في تأسيس جمعية شمس, ركزت الجمعية على حقوق المثليين و على تجريم المثلية الجنسية في تونس. وهو حاليا رئيس الجمعية. في عام 2018 ، يالتعاون مع أليس نكوم، حصل منير على جائزة ايداهو الفرنسية للحرية ، لمعركته ضد رهاب المثلية.
في 8 أغسطس 2019 ، أعلن منير عن مشاركته في الانتخابات الرئاسية التونسية. وعقب هذا الإعلان ، كتب عنه ما يقدر بـ 650 مقالة من 120 دولة مختلفة ، وقام باتور ببناء فريق حملة يضم 300 ناشط محلي. برنامجه السياسي تضمنت إلغاء المادة 23 التي تحظر المثلية الجنسية من القانون الجنائي التونسي ، وكذلك المساواة بين الجنسين وحماية حقوق الأقليات. ومع ذلك ، على الرغم من جمع ما يقرب من ضعف توقيعات 10,000 المطلوبة لأهلية ترشيحه ، رفضت سلطة الانتخابات ترشيحه دون تقديم أسباب جدية.
بعد تلقيه تهديدات بالقتل من الإسلاميين ، فر منير إلى فرنسا في يناير 2020 ، حيث تم قبوله كلاجئ سياسي.